# Okpilak
La rivière Okpilak est un cours d'eau d'Alaska, aux États-Unis situé dans le borough de North Slope.

## Description
Longue de 70 milles (113 km), elle prend sa source à l'issue du glacier Okpilak, dans la chaîne Brooks et coule en direction du nord en direction de la baie Camden, près de l'extrémité ouest de l'île Arey, où elle partage le même delta avec la rivière Hulahula.
Son nom eskimo qui signifie pas de saules a été référencé par Leffingwell, de l'Institut d'études géologiques des États-Unis en 1919.

## Sources
- (en) « Okpilak », Geographic Names Information System